# Metro w Tiencinie

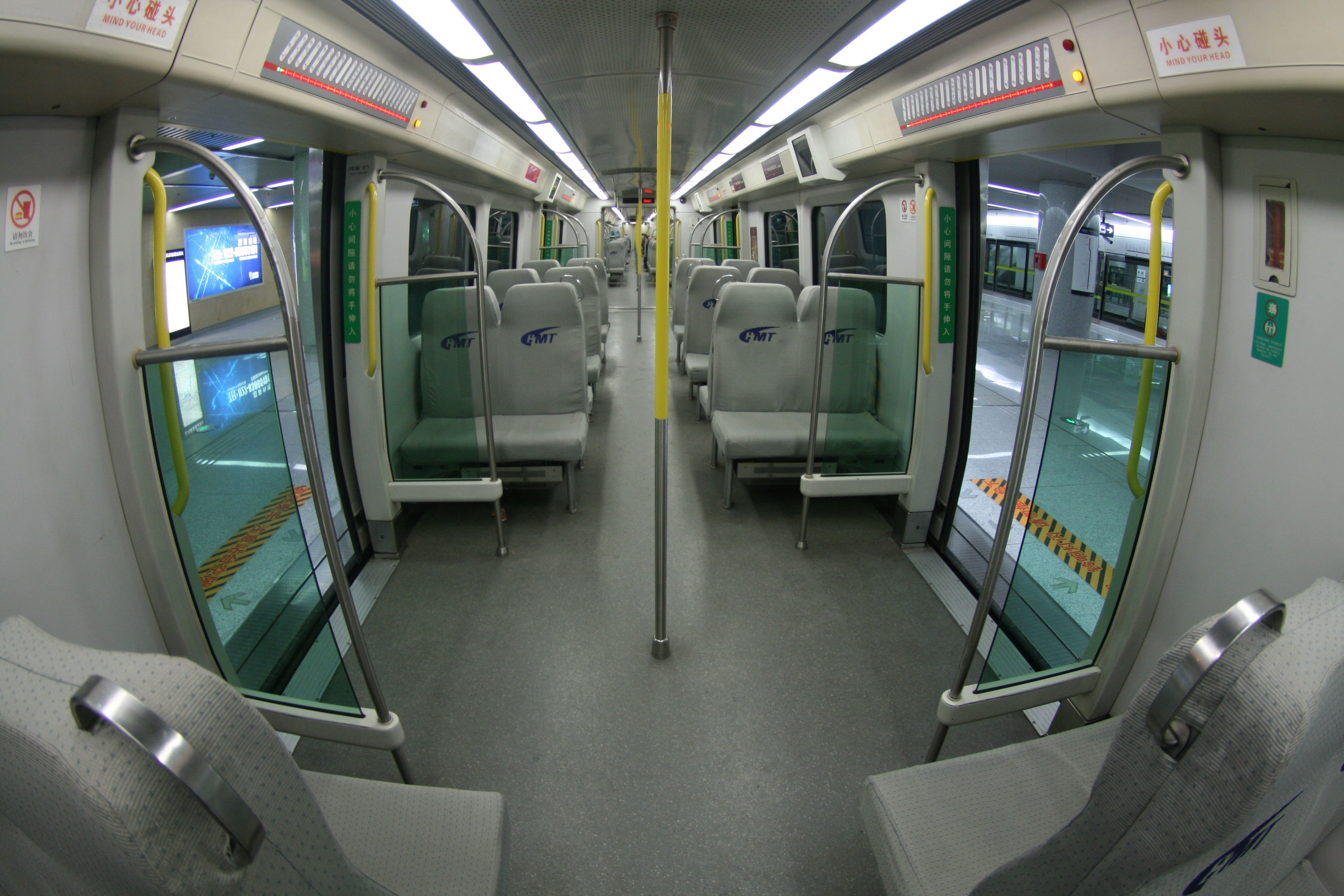
Wnętrze pociągu na linii nr 9

Metro w Tiencinie – system metra w Tiencinie, które było drugim miastem (po Pekinie) w Chinach, w którym go wprowadzono. Na koniec 2019 roku 6 linii metra miało łączną długość około 233 km, dziennie zaś korzystało z nich średnio 1,43 mln pasażerów.

## Historia

### Początki
Budowa pierwszej linii metra zaczęła się w 1970, jednakże została przerwana na trzy lata w 1976 przez trzęsienie ziemi w Tangshan. Pierwsza linia metra o długości 7,4 km została oddana do użytku w 1984 roku. W 2001 roku zamknięto linię, która przewoziła jedynie 10 000 pasażerów dziennie i rozpoczęto gruntowną przebudowę, z jednoczesnym wydłużeniem trasy. Ponowne otwarcie linii nr 1, o długości 26 km odbyło się 12 czerwca 2006 roku. 1 lipca 2012 roku otwarto linię nr 2, zaś po uruchomieniu 1 października 2012 roku linii nr 3, w połowie października oddano na stacji Tianjinzhan (wspólnej stacji dla obu nowych linii) peron dla kolejnej linii o numerze 9, która powstała poprzez włączenie w system metra istniejącej kolejki miejskiej Jinbin. W sierpniu 2014 roku przedłużono linię nr 2 do Portu lotniczego Tiencin-Binhai. Po eksplozji w Tiencinie 12 sierpnia 2015 roku zamknięto wschodni odcinek linii nr 9, który doznał uszkodzeń i dopiero w marcu 2016 roku ponownie pociągi zaczęły kursować na całej trasie. Po oddaniu do użytku w 2016 roku linii nr 6, łączna długość systemu metra w Tiencinie pod koniec 2016 roku wynosiła 168 km.

### Dalszy rozwój
26 kwietnia 2018 roku otwarto południowe wydłużenie linii nr 6, zaś w październiku tego samego roku oddano do użytku nową linię nr 5, które wspólnie utworzyły pętlę wokół miasta. Po wydłużeniu pod koniec 2019 roku linii nr 1, system metra w Tiencinie osiągnął łączną długość około 233 km. System jest w trakcie dalszej rozbudowy, w trakcie budowy są nowe linie nr 4, 10, B1 i Z4 oraz 7 i 11, o łącznej długości prawie 150 km.

Rozwój metra w Tiencinie

## Linie

Mapa metra (stan na koniec 2019 roku)

W lutym 2020 roku metro w Tiencinie liczyło 6 linii, ponadto trwały prace nad budową kolejnych 6 nowych linii.

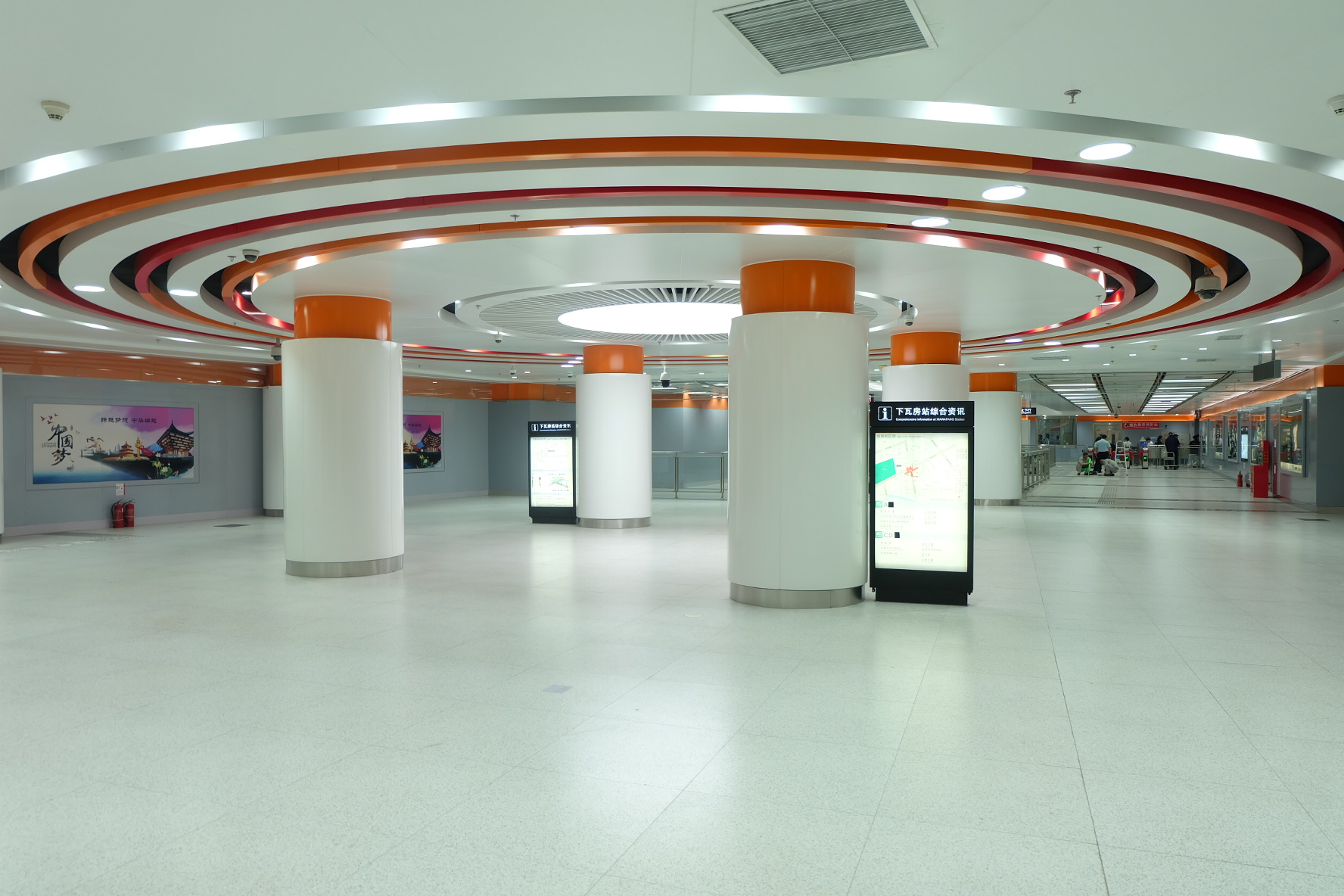
Stacja Xiawafang

| Linia | Stacje końcowe (dzielnice) | Stacje końcowe (dzielnice) | Data otwarcia | Ostatnia rozbudowa | Długość km | Stacje | Możliwości przesiadki |
| ----- | -------------------------- | -------------------------- | ------------- | ------------------ | ---------- | ------ | --------------------- |
| 1     | Donggulu                   | Liuyuan                    | 1984          | 2019               | 42         | 27     | 2 3 5 6               |
| 2     | Caozhuang                  | Binhaiguojijichang         | 2012          | 2014               | 27         | 20     | 1 3 5 6 9             |
| 3     | Xiaodian                   | Nanzhan                    | 2012          | 2013               | 34         | 26     | 1 2 5 6 9             |
| 5     | Beichenkejiyuanbei         | Zhongyiyifuyuan            | 2018          | 2019               | 35         | 27     | 1 2 3 6 9             |
| 6     | Nansunzhuang               | Meilinlu                   | 2016          | 2018               | 42         | 38     | 1 2 3 5               |
| 9     | Tianjinzhan                | Donghailu                  | 2004          | 2012               | 53         | 21     | 2 3 5                 |
| Razem | Razem                      | Razem                      | Razem         | Razem              | 233        | 159    |                       |